# Richard W. Rolfs
Richard W. Rolfs SJ (* 15. September 1923 in West Bend (Wisconsin); † 7. März 2022 in Los Gatos) war ein US-amerikanischer Jesuit und Historiker.

## Leben
Nach seinem Bachelor in Philosophie und seinem Master mit einer Arbeit über The reforms of Innocent III in the Diocese of Narbonne, 1198 to 1210 in Geschichte an der Gonzaga University unterrichtete er Geschichte und Staatsbürgerkunde an der Loyola High School. Er studierte Theologie an der Universität Innsbruck. Dort empfing er am 26. Juli 1961 die Priesterweihe. An der Loyola Marymount University war er Studiendekan (1963–1970) und Professor für Geschichte (1974–2016, emeritiert, 2008). Er erwarb 1976 an der University of California, Santa Barbara, den PhD mit einer Arbeit zum Thema The role of Adolf Cardinal Bertram, chairman of the Fulda bishops’ Conference, in the church’s struggle in the Third Reich, 1933–1938.
Er war Spezialist für die Geschichte des Dritten Reiches, des Holocaust und der Wurzeln des Antisemitismus.

## Schriften (Auswahl)
- The role of Adolf Cardinal Bertram, chairman of the Fulda bishops’ Conference, in the church’s struggle in the Third Reich, 1933–1938. Ann Arbor 1988, OCLC 638564959.
- The sorcerer’s apprentice. The life of Franz von Papen. Lanham 1996, ISBN 0-7618-0163-4. Rezension Rezension doi:10.1017/S0008938900015752